# Daiki Takamacu
Daiki Takamacu (japonsko 高松 大樹), japonski nogometaš, * 8. september 1981.
Za japonsko reprezentanco je odigral dve uradni tekmi.